# Geologia d'Europa

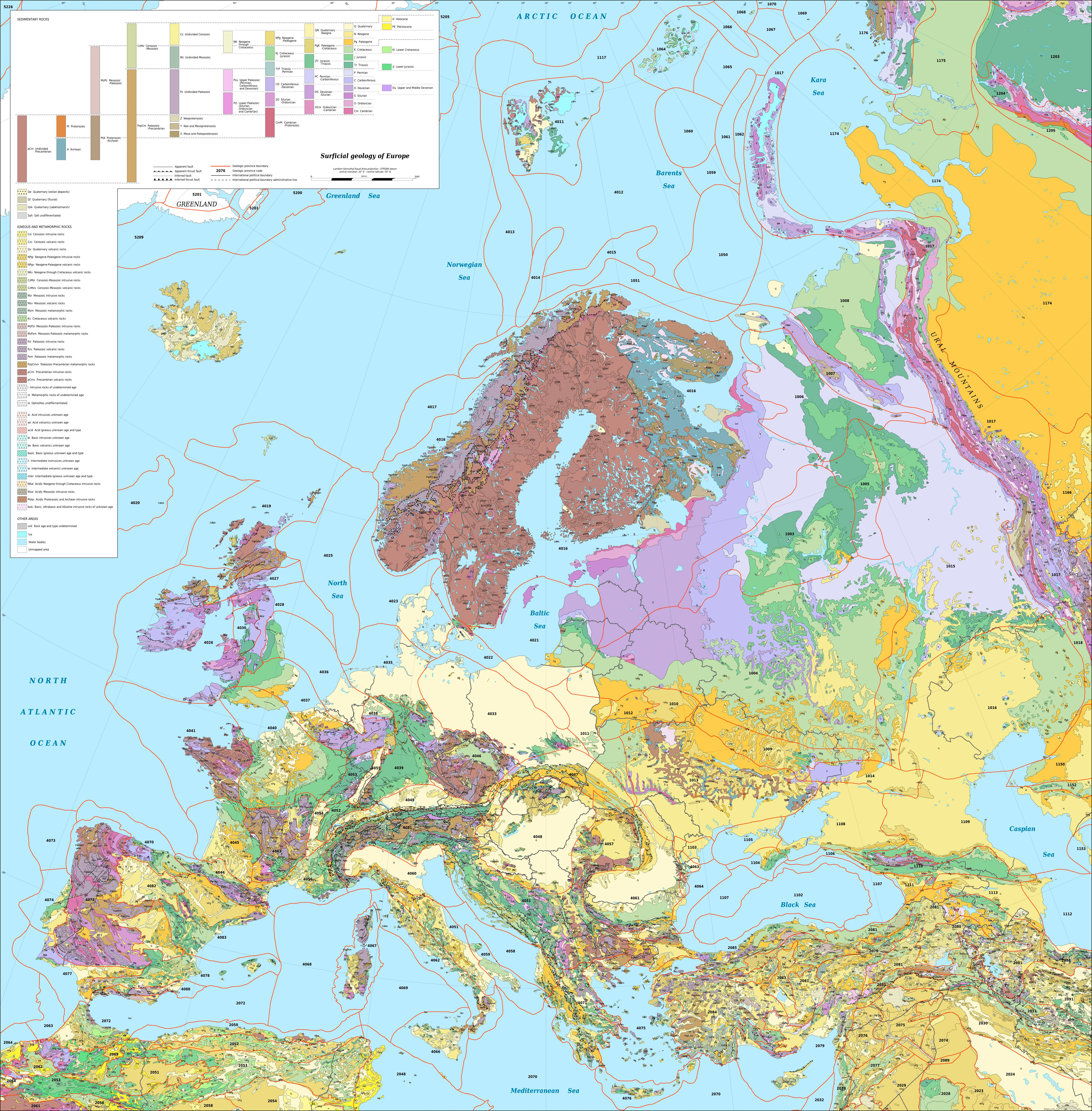
Geologia de la superfície d'Europa

La geologia d'Europa és variada i complexa, i dona peu a l'àmplia varietat de paisatges del continent, que van des de les terres altes d'Escòcia fins a les planes ondulades d'Hongria. La característica més destacable d'Europa és el contrast entre l'Europa del Sud, que és plena d'altiplans i muntanyes, i una vasta plana septentrional, parcialment submergida, que s'estén des de la Gran Bretanya a l'oest fins als Urals a l'est. Aquestes dues meitats estan separades pels Pirineus i la serralada formada pels Alps i els Carpats. Les planes septentrionals estan limitades a l'oest pels Alps Escandinaus i les parts muntanyoses de les illes Britàniques, mentre que la fi de la regió muntanyosa meridional és marcada pel mar Mediterrani. El mar Cèltic, el mar del Nord, el mar de Barentsz i el complex del mar Bàltic són algunes masses d'aigua somes que submergeixen parts de les planes septentrionals.

## Relleu

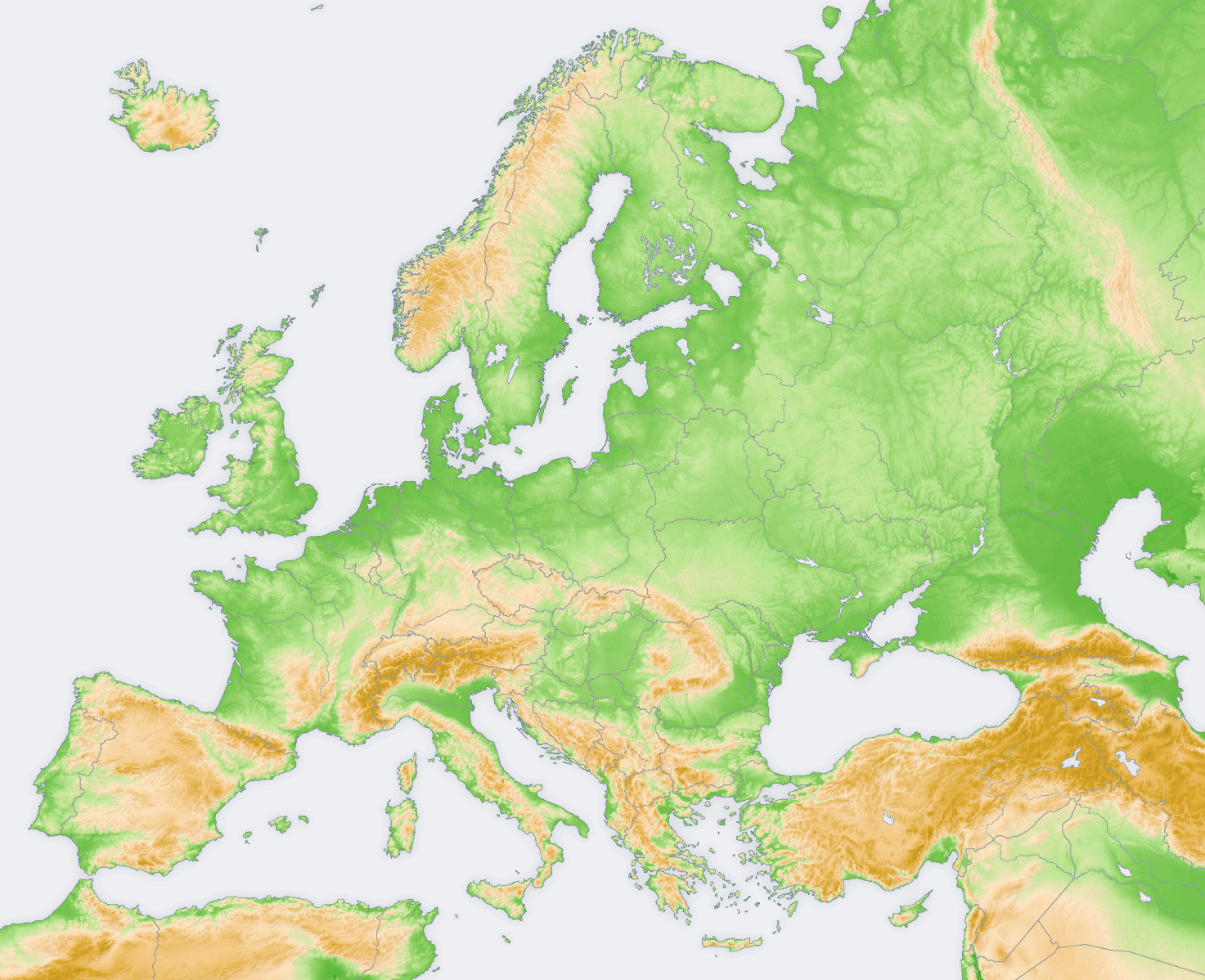
Topografia d'Europa.

També és el continent més pla, amb una altitud mitjana de 230 metres. La màxima expressió d'aquestes planures és la Gran Plana del Nord, que s'estén 2.000 km des de les costes atlàntiques franceses fins als Urals, la frontera física amb Àsia. Els punts més alts són el mont Elbrus (Rússia) a Europa oriental (5.642 m), el Shkhara (Geòrgia) (5.204 m) i el Mont Blanc (França) a Europa occidental (4.807 m).
Entre els golfs d'Europa destaquen el Golf de Biscaia (França-Espanya) i el Golf de Bòtnia (Suècia-Finlàndia). Els estrets europeus més importants són el Pas de Calais (França-Regne Unit), el de Gibraltar (Espanya-El Marroc), el de Dardanels (Turquia), el del Bòsfor (Turquia), el de Messina (Itàlia), el d'Oresund (Dinamarca-Suècia), etc.
Les seves principals penínsules són l'Escandinava, Ibèrica, Itàlica i Balcànica, a més de les penínsules de Kola (Rússia), Jutlàndia (Dinamarca), Bretanya (França) i Crimea (Ucraïna).
Les seves principals illes són:
1. Gran Bretanya, amb més de 218.000 km², és part del Regne Unit.
2. Islàndia, amb més de 103.000 km², constituïda com República d'Islàndia.
3. Irlanda, amb més de 70.000 km², la major part del qual pertany a la República d'Irlanda i la porció nord-oriental al Regne Unit.
4. Sicília, amb més de 25.000 km², és part d'Itàlia.
5. Sardenya, amb més de 24.000 km², és part d'Itàlia.
6. Còrsega, amb més de 8.700 km², és part de França.
7. Creta, amb més de 8.300 km², és part de Grècia.
8. Sjælland, amb més de 7.500 km², és part de Dinamarca.
9. Eubea, amb més de 3.900 km², és part de Grècia.
10. Mallorca, amb més de 3.600 km², és part de l'estat espanyol.
11. Fiònia, amb més de 3.400 km², és part de Dinamarca.

## Història geològica

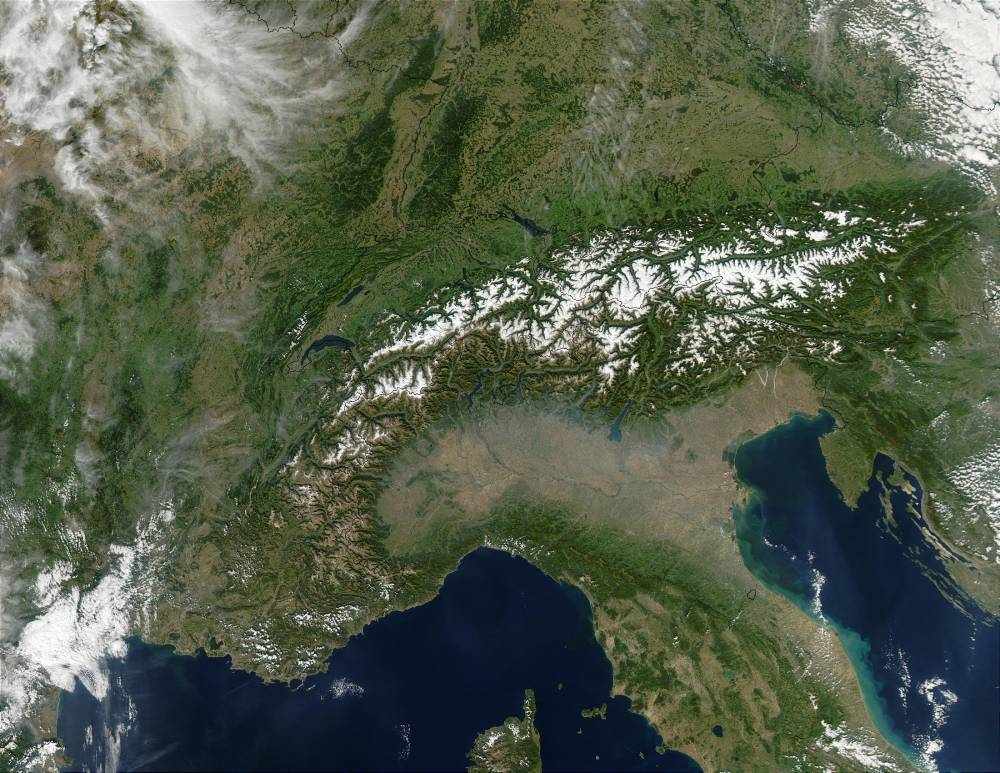
Foto de satèl·lit dels Alps. Aquests es van formar en el Cenozoic o Terciari.

- Precambrià o era arcaïca (4500 - 570 m.a.): durant aquest període van aparèixer els primers nuclis emergits. Els materials més representatius eren roques cristal·lines formades essencialment per roques ígnies i metamòrfiques.

- Paleozoic o era primària (570 - 230/215 m.a.): una de les principals particularitats és que tenen lloc dues fases orogèniques, la caledoniana a principis i l'herciniana a finals. Els tipus de roca són granítiques i gneis, a més de quarsites i, en menor proporció, arenisques i calcàries. Són els materials del sòcol antic.

- Mesozoic o era secundària (230/215 - 70/60 m.a.): era de calma tectònica on tindrà lloc l'acumulació de sediments, tant en les depressions de relleus orogènics a conseqüència de la seua erosió, com en les fosses oceàniques. Aquests sediments es transformaran en altre tipus de roca. Per això les roques més importants són les calcàries, com a conseqüència dels sediments marins, i les margues, argiles i arenisques a conseqüència de l'erosió de les existents.

- Cenozoic o Terciari (70/60 - 3 m.a.): existència de l'orogènia alpina, que és la responsable de la configuració de les serralades actuals. Aquesta tectònica alpina va possibilitar l'existència de relleus molt joves com a resultat del plegament dels materials que es van dipositar en el Mesozoic. La seua força orogènica també arriba a influir a materials plegats i transforma les orogènies anteriors.

- Quaternari (3 m.a. - actualitat): tenen lloc les glaciacions; també s'instal·la la xarxa fluvial i petits moviments tectònics.

## Components
Europa es compon dels següents cratons, terranes i microcontinents:
- el crató de Bàltica: Escandinàvia, els estats bàltics, Rússia i el nord de Polònia i Alemanya;
- fragments d'Avalònia: Anglaterra, Irlanda, els Països Baixos, part del nord d'Alemanya, etc.;
- fragments de Laurència (Nord-amèrica): l'oest de Noruega i Escòcia;
- fragments de Gondwana: Espanya i possiblement Itàlia i República de Malta, que podrien pertànyer a l'Arc Cimmeri;
- llit marí del Neo-Tetis: el complex Pirineus/Alps/Apenins/Alps Balcànics/Carpats i
- la part anatòlica de l'Arc Cimmeri, que s'originà a Gondwana

## Cronologia
| ~2.300-2.200?? Ma | Bàltica              | Es forma l'escut bàltic (Fennoscàndia) es forma a partir de cinc blocs provincials: el bloc esvecofènnic, el bloc esveconoruec, el bloc carelià, el bloc belmori i el bloc de Kola. |
| 2.300-2.100 Ma    | Bàltica              | Es forma el crató de Sarmàtia a partir d'altres blocs. |
| ???? Ma           | Bàltica              | Es forma l'escut de Volgo-Uràlia. |
| 1.900-1.800 Ma    | Bàltica              | El crató europeu oriental (≈ Bàltica) es forma a partir dels tres cratons citats més amunt i passa a formar part del supercontinent de Colúmbia. |
| ~1.500 Ma         | Bàltica              | El supercontinent Nena, compost d'Àrctica, l'Antàrtida Oriental i Bàltica, se separa de Colúmbia. |
| ???? Ma           | Bàltica              | L'Antàrtida Oriental és arrancada de Nena. |
| ~1.100 Ma         | Bàltica              | Bàltica i Àrctica, que actualment formen part d'un bloc de Laurència, s'uneixen a Rodínia. |
| ~750 Ma           | Bàltica              | El bloc Bàltica/Laurència, també conegut com a «Protolauràsia», és arrancat d'una Rodínia en procés de fragmentació. |
| ~550 Ma           | Bàltica              | Es desintegra Protolauràsia i es formen Bàltica i Laurència. |
| ~530 Ma           | Avalònia             | Avalònia se separa de Gondwana per rifting. |
| ~450 Ma           | Avalònia             | Avalònia entra en contacte amb Bàltica. |
| ~440 Ma           | Bàltica/Avalònia     | Laurència i Bàltica col·lideixen i formen Euramèrica, mentre que Avalònia s'uneix a la costa oriental de Laurència. |
| ~350 Ma           | Bàltica/Avalònia     | Euramèrica i Gondwana col·lideixen i formen Pangea, mentre que Avalònia queda aixafada en una regió estreta entre Gondwana i Lauràsia. |
| ~300 Ma           | Bàltica/Kazakhstània | Sibèria i Kazakhstània són els últims continents en unir-se a Pangea pel bloc de Bàltica, cosa que dona peu a la formació del subcontinent de Lauràsia. |
| ~270 Ma           | Cimmèria             | La placa cimmèria se separa de Gondwana per rifting. |
| ~190 Ma           | Bàltica              | Lauràsia se separa de Gondwana a causa de l'expansió de l'oceà Atlàntic i ben aviat es divideix en Laurència (Nord-amèrica) i Euràsia. |
| 50 Ma — present   |                      | A mesura que els continents s'acostaven a la seva configuració actual, hi hagué períodes durant els quals Europa estigué connectada per terra a Nord-amèrica via Groenlàndia, cosa que en permeté la colonització per part d'animals nord-americans. Durant aquest temps, nivells del mar superior als actuals a vegades fragmentaren Europa en subcontinents insulars. El nivell del mar continuà baixant amb el pas del temps i el mar es retirà de les planes de l'oest de Rússia, establint la connexió actual amb Àsia i obrint la porta a la colonització d'Europa per part de moltes espècies d'animals asiàtics. |